# Unapologetic

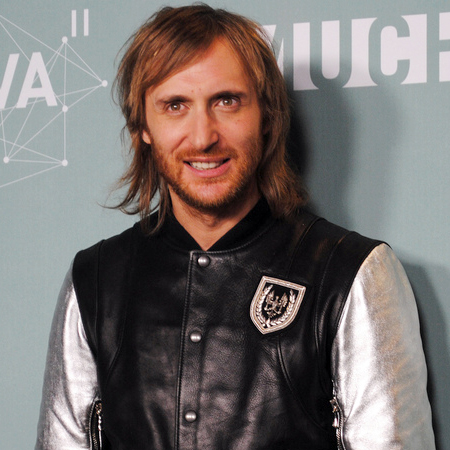
David Guetta werkte met Rihanna samen op Right Now, na in 2010 ook al een bijdrage aan Who's that chick? geleverd te hebben.

Unapologetic is het zevende studioalbum van de Barbadiaanse zangeres Rihanna, dat een jaar na Talk That Talk verscheen. Het album verscheen in Nederland op 20 november 2012, internationaal op 19 november via de labels Def Jam en SRP. In België werden van het album 15.000 exemplaren verkocht, waardoor het met goud bekroond is. In 2012 werden wereldwijd 2,3 miljoen exemplaren van Unapologetic verkocht, waarmee het op nummer 8 in de lijst van de bestverkochte albums van 2012 belandde. In mei 2013 stond de teller op 3 miljoen verkochte exemplaren in zes maanden.
Op de tracklist van de standaardeditie staan 14 nummers. Op de luxe-uitgave staan 3 extra nummers en een aantal live gezongen nummers van Rihanna tijdens haar Loud Tour, afkomstig van haar cd Loud Tour Live At The O2. De singles Diamonds en Stay die van het album afkomstig zijn werden internationaal uitgegeven en bereikten in Nederland en Vlaanderen de top 5. Pour It Up werd echter alleen in de Verenigde Staten als single vrijgegeven. Right Now, tevens afkomstig van Unapologetic, werd de derde (vierde in de Verenigde Staten) single, en bereikte in Nederland De Top 40 en in Vlaanderen de Top 50.

## Achtergrond

### Release
Op 11 oktober maakte Rihanna via Twitter de albumtitel van het album bekend, samen met de albumcover.

### Productie
Verschillende producers leverden bijdragen aan dit album: Benny Blanco, David Guetta, Stargate, Giorgio Tuinfort, @Oakwud, Mike Will Made-It, Future, Mikey Mike, Chase & Status, Nicky Romero, Parker Ighile, Mikky Ekko, Justin Parker, Elof Loelv, The-Dream, Carlos McKinney, Brian Kennedy, No ID, Labrinth, Naughty Boy en Sia Furler. Met Stargate werkte Rihanna op al haar eerdere albums ook al samen. Chase & Status werkten ook mee aan Talk That Talk en Rated R. The-Dream en No ID waren eerder betrokken bij Talk That Talk.

### Opname
Rihanna begon op 12 maart 2012 nummers te schrijven. Ze was toen nog niet met de opnames voor Unapologetic bezig. Op 20 juni 2012 begon ze nummers op te nemen, samen met Nicky Romero en Burnstot; ze hadden daarvoor 3 dragen geboekt in Londen. Naast de eerder genoemden werkten ook Eric Bellinger, Sean Garrett en Swedish House Mafia mee. Op 6 juli werd bekendgemaakt dat ook No ID bezig was met het album. De opnamen duurden tot november 2012.
Op vier nummers werkte ze samen met andere muzikanten, te weten Chris Brown (Nobody's Business), Mikky Ekko (Stay), Eminem (Numb) en Future (Loveeeeeee Song).

## Inhoud

### Stijl en genre
Unapologetic bevat nummers in de genres pop, r&b, dubstep, dance en hiphop, waarmee Rihanna opnieuw de richting insloeg van de albums Talk That Talk en Rated R., die bijna dezelfde stijlen bevatten. Het album komt het meest overeen met Talk That Talk.

## Tracklist
| Nr. | Titel                                | Schrijver(s)                                                                         | Producer(s)                              | Duur |
| --- | ------------------------------------ | ------------------------------------------------------------------------------------ | ---------------------------------------- | ---- |
| 1.  | Phresh Out the Runway                | David Guetta, Giorgio Tuinfort, Terius Nash, Robyn Fenty                             | Guetta, Tuinfort, The-Dream              | 3:42 |
| 2.  | Diamonds                             | Sia Furler, Benjamin Levin, Mikkel Eriksen, Tor Hermansen                            | StarGate, Benny Blanco                   | 3:45 |
| 3.  | Numb (met Eminem)                    | Sam Dew, Fenty, Warren Felder, Ronald "Flip" Colson, Pop Wansel                      | @Oakwud, @Flippa123, @PopWansel          | 3:25 |
| 4.  | Pour It Up                           | Fenty, Michael Williams, Theron Thomas, Timothy Thomas                               | Mike WiLL Made It, J-Bo (co)             | 2:41 |
| 5.  | Loveeeeeee Song (met Future)         | Nayvadius Wilburn, Denisea "@Blu_June" Andrews, Fenty                                | Future                                   | 4:16 |
| 6.  | Jump                                 | Kevin Cossum, M.B. Williams, Eriksen, Hermansen, Saul Milton, Will Kennard           | StarGate, Chase & Status                 | 4:24 |
| 7.  | Right Now (met David Guetta)         | Nash, Fenty, Guetta, Eriksen, Hermansen, Shaffer Smith, Tuinfort, Nick Rotteveel     | Guetta, StarGate, Nicky Romero, Tuinfort | 3:01 |
| 8.  | What Now                             | Olivia Waithe, Fenty, Parker Ighile, Nathan Cassells                                 | Ighile, Cassells (co)                    | 4:03 |
| 9.  | Stay (met Mikky Ekko)                | Ekko, Justin Parker, Elof Loelv                                                      | Ekko, Loelv, Parker                      | 4:00 |
| 10. | Nobody's Business (met Chris Brown)  | Nash, Fenty, Carlos McKinney, Michael Jackson                                        | The-Dream, McKinney                      | 3:36 |
| 11. | Love Without Tragedy" / "Mother Mary | Nash, Fenty, McKinney                                                                | The-Dream, McKinney                      | 6:58 |
| 12. | Get It Over With                     | James Fauntleroy, Fenty, Brian Seals                                                 | Brian Kennedy                            | 3:31 |
| 13. | No Love Allowed                      | Sean "Elijah Blake" Fenton, Fenty, Alexander Izquierdo, Ernest Wilson, Steve Wyreman | No ID                                    | 4:09 |
| 14. | Lost in Paradise                     | Ester Dean, Fenty, Timothy McKenzie, Eriksen, Hermansen                              | StarGate, Labrinth                       | 3:35 |

| Nr. | Titel                                   | Schrijver(s)                                 | Producer(s)                                                | Duur |
| --- | --------------------------------------- | -------------------------------------------- | ---------------------------------------------------------- | ---- |
| 15. | Half of Me                              | Emeli Sandé, Shahid Khan, Eriksen, Hermansen | StarGate, Naughty Boy                                      | 3:12 |
| 16. | Diamonds (Dave Audé 100 Extended)       | Furler, Levin, Eriksen, Hermansen            | StarGate, Benny Blanco, Audé (add), Kemal Golden (add)     | 5:03 |
| 17. | Diamonds (Gregor Salto Downtempo Remix) | Furler, Levin, Eriksen, Hermansen            | StarGate, Benny Blanco, Salto (add), Tzvetin Todorov (add) | 4:29 |

## Singles
- Diamonds werd op 29 september 2012 als eerste single van het album uitgebracht. Met dit nummer haalde ze haar twaalfde nummer 1-hit in de Billboard Hot 100. In 23 landen haalde dit de eerste positie. Ook op YouTube was de single succesvol; de muziekvideo van de single was na acht maanden ruim 310 miljoen keer bekeken, en is de op 1 na meest bekeken video van Rihanna.[13] De single verwierf in Vlaanderen de platina status. In de hitlijsten deed de single het ook goed. In de Verenigde Staten stond het drie weken op de eerste plaats. In Nederland en België bereikte Rihanna met deze single de top vijf. Diamonds is Rihanna's langstgenoteerde single in de Nederlandse hitlijsten en de Vlaamse Radio 2 Top 30, en is in Nederland en Vlaanderen haar succesvolste single. In mei 2013 werd bekend dat het meer dan 7,5 miljoen keer werd bekeken, en is daarmee een van de bestverkochte singles aller tijden.[14]
- Stay werd als tweede single uitgebracht in november 2012. Het kreeg echter pas succes in februari 2013.[15] De single bereikte de nummer 1-positie in zeven landen. Het nummer bereikte in de Nederlandse hitlijsten en de Ultratop 50 de top 3, en in België de nummer 1-positie in de Radio 2 top 30. De single bereikte in de Billboard Hot 100 de top 3, waarmee Rihanna een record van Whitney Houston brak: Stay is namelijk de 24ste top 10-hit in de Verenigde Staten, Houston had er 23.[16] De muziekvideo van Stay werd ruim 160 miljoen keer bekeken in vijf maanden.[17]
- Pour It Up werd alleen in de Verenigde Staten als derde single uitgebracht. In andere landen was dat Right Now. De single werd voor het eerst op de radio gedraaid op 7 januari 2013 in het Verenigd Koninkrijk.
- Right Now werd op 28 mei 2013 als de vierde single van het album in de Verenigde Staten uitgebracht. In andere landen werd dit nummer de derde single van Unapologetic. Oorspronkelijk zou Right Now de tweede single worden, maar uiteindelijk werd dat Stay. In verschillende landen kreeg Right Now al een hitnotering voordat Unapologetic werd uitgebracht. Dat was onder andere het geval in Vlaanderen, waar het de Top 50 behaalde. Right Now werd verkozen tot dancesmash toen het in de Nederlandse tipparade op nummer 30 debuteerde. In Nederland haalde het nummer de Top 40.
- What Now werd de vierde single van het album. Het bereikte de 24e plaats in de Top 40.

## Uitgaven
| Land                | Datum            | Formaat     | Label              | Uitgave                  |
| ------------------- | ---------------- | ----------- | ------------------ | ------------------------ |
| Australië           | 19 november 2012 | Cd / cd+dvd | Universal Music    | Standaard / Luxe uitgave |
| Frankrijk           | 19 november 2012 | Cd / cd+dvd | Universal Music    | Standaard / Luxe uitgave |
| Duitsland           | 19 november 2012 | Cd / cd+dvd | Universal Music    | Standaard / Luxe uitgave |
| Verenigd Koninkrijk | 19 november 2012 | Cd / cd+dvd | Universal Music    | Standaard / Luxe uitgave |
| Verenigde Staten    | 19 november 2012 | Cd / cd+dvd | Def Jam Recordings | Standaard / Luxe uitgave |
| Italië              | 20 november 2012 | Cd / cd+dvd | Universal Music    | Standaard / Luxe uitgave |
| Nederland           | 20 november 2012 | Cd / cd+dvd | Universal Music    | Standaard / Luxe uitgave |
| Polen               | 20 november 2012 | Cd / cd+dvd | Universal Music    | Standaard / Luxe uitgave |
| Zweden              | 21 november 2012 | Cd / cd+dvd | Universal Music    | Standaard / Luxe uitgave |
| Indonesië           | 17 december 2012 | Cd          | Universal Music    | Standaard editie         |

## Promotie

### Live optredens
| Datum               | Land                | Locatie                             |         |
| Amerika             | Amerika             | Amerika                             | Amerika |
| ------------------- | ------------------- | ----------------------------------- | ------- |
| 7 november 2012     | Verenigde Staten    | Victoria's Secret Fashion Show 2012 |         |
| 10 november 2012    | Verenigde Staten    | Sathurday Night Live                |         |
| Verenigd Koninkrijk |                     |                                     |         |
| 25 november 2012    | Verenigd Koninkrijk | X Factor                            |         |
| 9 december 2012     | Verenigd Koninkrijk | X Factor UK                         |         |
| Amerika             |                     |                                     |         |
| 18 december 2012    | Verenigde Staten    | US The Voice.                       |         |

### Tournees

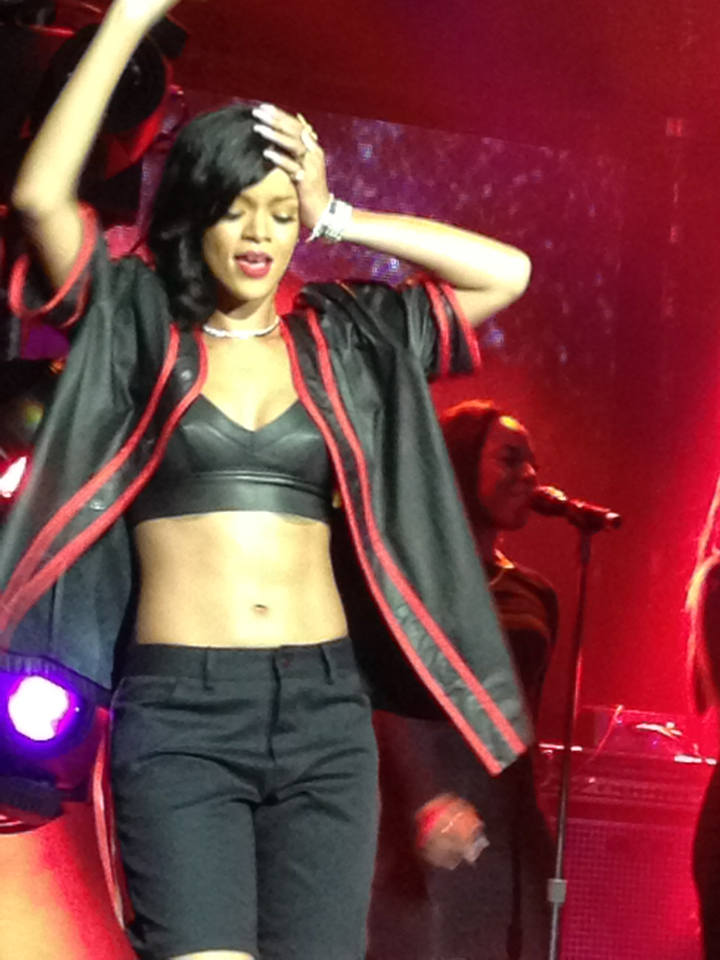
Rihanna in Mexico tijdens haar 777 Tour in 2012.

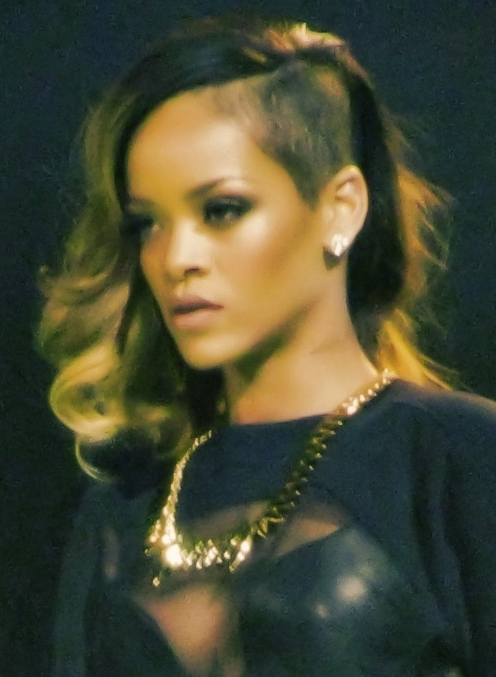
Rihanna zingt Birthday Cake tijdens haar Diamonds World Tour in 2013.

Om het album te promoten maakte Rihanna een korte tournee, de 777 Tour, die begon op 14 november en eindigde op 21 november. Voor de tournee bezocht Rihanna in zeven dagen zeven plaatsen. In 2013 verscheen de dvd 777 - A tour documentary. Hierin is een documentaire te zien over Rihanna's 777 Tour uit 2012. De dvd debuteerde in de Nederlandse DVD Music Top 30 op nummer 28 op 25 mei 2013, en piekte op 8 juni op nummer 26.
De tournee naar aanleiding van dit album, de Diamonds World Tour, begon op 8 maart 2013. Voor 23 en 24 juni 2013 zijn concerten in Nederland gepland. Er staan tot 15 november 2013 in totaal 90 concerten op het programma.
Deze tournee was de opvolger van de Loud Tour.

## Commercieel resultaat
Unapologetic behaalde de nummer 1-positie in het Verenigd Koninkrijk, waardoor het in dat land haar derde achtereenvolgde nummer 1-album werd. In de Verenigde Staten behaalde het album ook de eerste positie, waarmee het in dat land haar eerste nummer 1-album werd, met een verkoopaantal van 238 duizend exemplaren in de eerste week, waardoor die week haar bestverkochte debuutweek van haar albums werd in haar carrière.

### Hitnoteringen in Nederland en Vlaanderen

#### Singles
| Single met eventuele hitnotering(en) in de Nederlandse Top 40 | Datum van verschijnen | Datum van binnenkomst | Hoogste positie | Aantal weken | Opmerkingen                                               |
| ------------------------------------------------------------- | --------------------- | --------------------- | --------------- | ------------ | --------------------------------------------------------- |
| Diamonds                                                      | 26-09-2012            | 06-10-2012            | 3               | 26           | Nr. 4 in de Single Top 100 / Alarmschijf                  |
| Stay                                                          | 19-11-2012            | 23-02-2013            | 3               | 25           | Met Mikky Ekko / Nr. 3 in de Single Top 100 / Alarmschijf |
| Right Now                                                     | 2013                  | 18-05-2013            | 28              | 6            | met David Guetta / Nr. 54 in de Single Top 100            |
| What Now                                                      | 29-08-2013            | 05-10-2013            | 24              | 4*           | met R3hab / Nr. 52 in de Single Top 100 / Alarmschijf     |

| Single met hitnotering(en) in de Vlaamse Ultratop 50 | Datum van verschijnen | Datum van binnenkomst | Hoogste positie | Aantal weken | Opmerkingen                                        |
| ---------------------------------------------------- | --------------------- | --------------------- | --------------- | ------------ | -------------------------------------------------- |
| Diamonds                                             | 2012                  | 06-10-2012            | 3               | 31           | Nr. 2 in de Radio 2 Top 30 / Platina               |
| Right Now                                            | 2012                  | 01-12-2012            | 34              | 4            | met David Guetta                                   |
| Nobody's Business                                    | 2013                  | 12-01-2013            | tip19           | -            | met Chris Brown                                    |
| Stay                                                 | 2013                  | 23-02-2013            | 3               | 23           | Met Mikky Ekko / Nr. 1 in de Radio 2 Top 30 / Goud |
| Pour It Up                                           | 2013                  | 04-05-2013            | tip24*          |              |                                                    |
| What Now                                             | 2013                  | 03-08-2013            | tip3*           |              |                                                    |

#### Album
| Hitnotering: 24-11-2012 t/m | Hitnotering: 24-11-2012 t/m | Hitnotering: 24-11-2012 t/m | Hitnotering: 24-11-2012 t/m | Hitnotering: 24-11-2012 t/m | Hitnotering: 24-11-2012 t/m | Hitnotering: 24-11-2012 t/m | Hitnotering: 24-11-2012 t/m | Hitnotering: 24-11-2012 t/m | Hitnotering: 24-11-2012 t/m | Hitnotering: 24-11-2012 t/m | Hitnotering: 24-11-2012 t/m | Hitnotering: 24-11-2012 t/m | Hitnotering: 24-11-2012 t/m | Hitnotering: 24-11-2012 t/m | Hitnotering: 24-11-2012 t/m | Hitnotering: 24-11-2012 t/m | Hitnotering: 24-11-2012 t/m | Hitnotering: 24-11-2012 t/m | Hitnotering: 24-11-2012 t/m | Hitnotering: 24-11-2012 t/m |
| Week:                       | 1                           | 2                           | 3                           | 4                           | 5                           | 6                           | 7                           | 8                           | 9                           | 10                          | 11                          | 12                          | 13                          | 14                          | 15                          | 16                          | 17                          | 18                          | 19                          | 20                          |
| --------------------------- | --------------------------- | --------------------------- | --------------------------- | --------------------------- | --------------------------- | --------------------------- | --------------------------- | --------------------------- | --------------------------- | --------------------------- | --------------------------- | --------------------------- | --------------------------- | --------------------------- | --------------------------- | --------------------------- | --------------------------- | --------------------------- | --------------------------- | --------------------------- |
| Positie:                    | 6                           | 11                          | 15                          | 20                          | 18                          | 18                          | 14                          | 19                          | 25                          | 21                          | 28                          | 35                          | 30                          | 16                          | 18                          | 11                          | 15                          | 21                          | 24                          | 25                          |
| Week:                       | 21                          | 22                          | 23                          | 24                          | 25                          | 26                          | 27                          | 28                          | 29                          | 30                          | 31                          | 32                          | 33                          | 34                          | 35                          | 36                          | 37                          | 38                          | 39                          | 40                          |
| Positie:                    | 30                          | 34                          | 39                          | 31                          | 23                          | 22                          | 18                          | 22                          | 31                          | 32                          | 34                          | 11                          | 22                          | 29                          | 42                          | 37                          | 37                          | 48                          | 55                          | 69                          |
| Week:                       | 41                          | 42                          | 43                          | 44                          | 45                          | 46                          | 47                          | 48                          | 49                          | 50                          | 51                          | 52                          | 53                          | 54                          | 55                          | 56                          | 57                          | 58                          | 59                          | 60                          |
| Positie:                    | 73                          | 74                          | 84                          |                             |                             |                             |                             |                             |                             |                             |                             |                             |                             |                             |                             |                             |                             |                             |                             |                             |

| Hitnotering: 01-12-2012 t/m | Hitnotering: 01-12-2012 t/m | Hitnotering: 01-12-2012 t/m | Hitnotering: 01-12-2012 t/m | Hitnotering: 01-12-2012 t/m | Hitnotering: 01-12-2012 t/m | Hitnotering: 01-12-2012 t/m | Hitnotering: 01-12-2012 t/m | Hitnotering: 01-12-2012 t/m | Hitnotering: 01-12-2012 t/m | Hitnotering: 01-12-2012 t/m | Hitnotering: 01-12-2012 t/m | Hitnotering: 01-12-2012 t/m | Hitnotering: 01-12-2012 t/m | Hitnotering: 01-12-2012 t/m | Hitnotering: 01-12-2012 t/m | Hitnotering: 01-12-2012 t/m | Hitnotering: 01-12-2012 t/m | Hitnotering: 01-12-2012 t/m | Hitnotering: 01-12-2012 t/m | Hitnotering: 01-12-2012 t/m |
| Week:                       | 1                           | 2                           | 3                           | 4                           | 5                           | 6                           | 7                           | 8                           | 9                           | 10                          | 11                          | 12                          | 13                          | 14                          | 15                          | 16                          | 17                          | 18                          | 19                          | 20                          |
| --------------------------- | --------------------------- | --------------------------- | --------------------------- | --------------------------- | --------------------------- | --------------------------- | --------------------------- | --------------------------- | --------------------------- | --------------------------- | --------------------------- | --------------------------- | --------------------------- | --------------------------- | --------------------------- | --------------------------- | --------------------------- | --------------------------- | --------------------------- | --------------------------- |
| Positie:                    | 2                           | 6                           | 3                           | 4                           | 7                           | 6                           | 8                           | 11                          | 15                          | 12                          | 12                          | 11                          | 10                          | 15                          | 12                          | 18                          | 15                          | 22                          | 23                          | 20                          |
| Week:                       | 21                          | 22                          | 23                          | 24                          | 25                          | 26                          | 27                          | 28                          | 29                          | 30                          | 31                          | 32                          | 33                          | 34                          | 35                          | 36                          | 37                          | 38                          | 39                          | 40                          |
| Positie:                    | 25                          | 27                          | 27                          | 29                          | 34                          | 45                          | 45                          | 41                          | 14                          | 34                          | 44                          | 41                          | 46                          | 55                          | 59                          | 51                          | 60                          | 70                          | 78                          | 78                          |
| Week:                       | 41                          | 42                          | 43                          | 44                          | 45                          | 46                          | 47                          | 48                          | 49                          | 50                          | 51                          | 52                          | 53                          | 54                          | 55                          | 56                          | 57                          | 58                          | 59                          | 60                          |
| Positie:                    | 111                         | 118                         | 99                          |                             |                             |                             |                             |                             |                             |                             |                             |                             |                             |                             |                             |                             |                             |                             |                             |                             |

## Dvd's
- 2013: 777 - A tour documentary

| Dvd's met hitnoteringen in de Nederlandse Music Top 30 | Datum van verschijnen | Datum van binnenkomst | Hoogste positie | Aantal weken | Opmerkingen |
| ------------------------------------------------------ | --------------------- | --------------------- | --------------- | ------------ | ----------- |
| 777 - A tour documentary                               | 2013                  | 25-05-2013            | 23              | 5            |             |

### Wereldwijde verkoop
| Land                | Status     | Aantal keer verkocht |
| ------------------- | ---------- | -------------------- |
| Australië           | goud       | 35 duizend           |
| België              | goud       | 15 duizend           |
| Brazilië            | platina    | 20 duizend           |
| Canada              | platina    | 80 duizend           |
| Denemarken          | goud       | 10 duizend           |
| Duitsland           | platina    | 200 duizend          |
| Frankrijk           | 2x platina | 200 duizend          |
| Ierland             | 2x platina | 30 duizend           |
| Italië              | goud       | 30 duizend           |
| Nieuw-Zeeland       | goud       | 7500                 |
| Oostenrijk          | goud       | 10 duizend           |
| Polen               | platina    | 20 duizend           |
| Portugal            | goud       | 10 duizend           |
| Spanje              | goud       | 20 duizend           |
| Verenigd Koninkrijk | 2x platina | 600 duizend          |
| Verenigde Staten    | platina    | 1 miljoen            |

## Medewerkers
- Alejandro Barajas – technicus
- Benny Blanco – instrumentatie, producer, programmering
- Tanisha Broadwater – productie, coördinatie
- Chris Brown – samenwerking op Nobody's Business
- Josh Campbell – technicus
- Nathan Cassells – technicus, instrumentatie, producer, programmering
- Robert Cohen – assistent-technicus
- Sam Dew – achtergrondzang
- The-Dream – instrumentatie, producer, programmering
- Mikky Ekko – additionele productie, arrangeur, samenwerking op Stay, producer
- Eminem – samenwerking op Numb
- Mikkel S. Eriksen – technicus, instrumentatie, programmering
- Seth Firkins – technicus
- Future – samenwerking op Loveeeeeee Song, instrumentatie, producer, programmering
- Mike Gaydusek – technicus, zangtechnicus
- David Guetta – samenwerking op Right Now, instrumentatie, producer, programmering
- Kuk Harrell – zangtechnicus, zangproducer
- Tor Erik Hermansen – instrumentatie, programmering
- Parker Ighile – technicus, instrumentatie, producer, programmering
- J-Bo – instrumentatie, producer, programmering
- Jayson Joshua – mixing
- Brian Kennedy – instrumentatie, producer, programmering
- Rob Kinelski – technicus, mastering
- Labrinth – producer
- Andrew Liftman – basic track
- Elof Loelv – additionele productie, producer

- Manny Marroquin – mixing
- Carlos McKinney – producer
- Donnie Meadows – productiecoördinatie
- No I.D. – producer
- Paul Norris – assistent-technicus, technicus
- Ciarra Pardo – artistieke leiding
- Justin Parker – arrangeur, piano, producer
- James Poyser – toetsen
- Rihanna – zang op alle nummers, creatieve leiding, uitvoerend producer, songwriter
- Daniela Rivera – assistent-technicus, technicus
- Roc Nation – uitvoerend producer, management
- Evan Rogers – uitvoerend producer
- Nicky Romero – instrumentatie, mixing, producer, programmering
- Donnie Scantz – technicus
- Bart Schoudel – technicus
- Stargate – producer
- Status – producer
- Xavier Stephenson – assistent-technicus, technicus
- Carl Sturken – uitvoerend producer
- Phil Tan – mixing
- Marcos Tovar – technicus, zangtechnicus
- Giorgio Tuinfort – instrumentatie, producer, programmering, mastering
- Miles Walker – technicus
- Mike Will – instrumentatie, producer, programmering
- Steve Wyreman – basgitaar, gitaar
- Aamir Yaqub – assistent-technicus, technicus